# Dieter Bohlen

Dieter Günter Bohlen je njemački glazbenik, producent, tekstopisac, pjevač i gitarist rođen 7. veljače 1954. u Berneu, Donja Saska, blizu Oldenburga. Bio je član glazbenog dua Modern Talking, a nakon tog je osnovao sastav Blue System. Od 2002. godine, član je žirija njemačkog talent reality showa, Deutschland sucht den Superstar.

## Diskografija
Njemački hitovi broj 1:
| Godina | Naslov                                | Izvođač(i)         |
| ------ | ------------------------------------- | ------------------ |
| 1985.  | You're My Heart, You're My Soul       | Modern Talking     |
| 1985.  | You Can Win If You Want               | Modern Talking     |
| 1985.  | Cheri Cheri Lady                      | Modern Talking     |
| 1986.  | Brother Louie                         | Modern Talking     |
| 1986.  | Atlantis Is Calling (S.O.S. for Love) | Modern Talking     |
| 1986.  | Midnight Lady                         | Chris Norman       |
| 2003.  | We Have a Dream                       | DSDS kandidati     |
| 2003.  | Take Me Tonight                       | Alexander Klaws    |
| 2003.  | You Drive Me Crazy                    | Daniel Küblböck    |
| 2003.  | Für dich                              | Yvonne Catterfeld  |
| 2003.  | Free Like the Wind                    | Alexander          |
| 2004.  | Du hast mein Herz gebrochen           | Yvonne Catterfeld  |
| 2007.  | Now or never                          | Mark Medlock       |
| 2007.  | You Can Get It                        | Mark Medlock       |
| 2008.  | Summer Love                           | Mark Medlock       |
| 2009.  | Mamacita                              | Mark Medlock       |
| 2009.  | Anything but love                     | Daniel Schuhmacher |

## Vanjske poveznice
- Modern Talking - vijesti
- ModernTalking.ir  Arhivirana inačica izvorne stranice od 3. ožujka 2009. (Wayback Machine)
- ModernTalking.Biz  Arhivirana inačica izvorne stranice od 3. rujna 2006. (Wayback Machine)
- ModernTalking.Ru  Arhivirana inačica izvorne stranice od 7. veljače 2009. (Wayback Machine)
- Kolekcija fotografija Dietera Bohlena  Arhivirana inačica izvorne stranice od 26. kolovoza 2006. (Wayback Machine)
- Tirydou Francuska stranica Bohlen Productiona
- Diskografija na Laut.de